# Karl Zinny
Karl Zinny (12 marzo 1964) è un produttore discografico e attore italiano.

## Biografia
Karl Zinny è figlio dell'attrice argentina Victoria Zinny e del pittore francese Jacques Harvey, nonché nipote della scrittrice ucraina Julia Prilutzky Farny; ha una sorella minore, Veronica Kanno. 
Ha fatto il suo esordio come attore nel 1979 con una parte di contorno nella serie TV Racconti di fantascienza, dove ha lavorato con Orso Maria Guerrini. L'anno successivo ha preso parte al film Eroina, interpretando un giovanissimo tossicodipendente a fianco di Corinne Cléry e Helmut Berger. Nel 1981 Aldo Lado lo ha diretto nel suo primo ruolo da protagonista in La disubbidienza; il ruolo di Luca Manzi, che vive il suo difficile rapporto con il padre e con tutta la sua famiglia, borghese e fascista, e reagisce prendendo parte alla Resistenza, gli vale una grande notorietà di pubblico e gli apre le porte per altri ruoli da protagonista. Il suo nome è particolarmente legato alle figure di Sandro, il figlio tossicodipendente di Claudia Cardinale nel pluripremiato Atto di dolore, diretto da Pasquale Squitieri e ispirato a una vicenda realmente accaduta, e di Ken in Demoni di Lamberto Bava.
In seguito si dedica alla musica, prima in veste di DJ e successivamente di organizzatore e produttore musicale. Nel 1995 fonda la "I Giacobini" prima agenzia di Hip Hop in Italia organizzando tour di artisti internazionali quali: Public Enemy, De La Soul, Coolio, Warren G, Epmd, Montell Jordan, The Beatnuts e tanti altri. Nel 1998 prende in gestione il palazzetto sportivo Palacisalfa (diventato successivamente l'Atlantico Live) trasformandolo in una grande concert hall e realizzando dal '98 al 2003 circa 500 eventi, tra i quali i concerti di: Subsonica, Herbie Hancock, Carmen Consoli, Elisa, Moby, Afterhours, Negrita, Articolo 31, e tanti altri. Contemporaneamente in qualità di local promoter ha organizzato in collaborazione con diversi operatori una serie di concerti tra i quali: The Cranberries, Renato Zero, Roger Waters, James Taylor, Giorgia, Caetano Veloso, Tito Puente.
Nel 2004 fonda la società The Beat Production Srl che si occupa di produzione di concerti, management di artisti e produzioni discografiche. Nel roster della The Beat Production ci sono l'Orchestraccia di cui ha prodotto "Sona Orchestraccia Sona" nel 2013 e "Canzonacce" nel 2016,  Edoardo Pesce & The S. Peter Stone’s “I was Born in TBM” nel 2015, Lillo e i Vagabondi singolo “Logorroic Rap” nel 2018, il rapper Skuba Libre con i singoli "Ave Maria piena di rabbia", "Gloria", "Qualcosa cambierà" e l'album con la direzione artistica di Big Fish "L'Ultima Luce" nel 2017, Chiara Castiglione con i singoli "Come Biglie" , "Una storia così"  e "Vieni qua" 2018, Fabio Senna con il singolo "Dimmi Perché" 2018 e gli Astral Week con il singolo “Get in my sleigh” e l'album “Get Behind”nel 2016.

## Elenco dei principali eventi realizzati
- Tour nazionali artisti Hip Hop internazionali – Public Enemy, Warren G, Epmd, De La Soul, Coolio, Montell Jordan,The Beatnuts.. (dal 1995 al 2003),
- Palacisalfa (gestione concerti nel palasport dal 1998 al 2003),
- The Cranberries – Tor di Valle Music Village – 2000,
- Mark Knopfler – Nuovo Centrale del Tennis – 2001,
- Renato Zero – Stadio Olimpico – 2002,
- Roger Waters – Stadio Flaminio – 2002,
- Kruder & Dorfmeister – Terrazza del Pincio – 2002,
- James Taylor – Piazza del Popolo – 2002,
- Giorgia – Nuovo Centrale del Tennis – 2003,
- Massimo Ranieri – Teatro Olimpico – 2003
- Carmen Consoli e Subsonica – Cinecittà – Capodanno 2003,
- Firebirds – spettacolo itinerante – da Piazza Mignanelli a Piazza Augusto Imperatore – Capodanno 2003,
- New Years Event – Palazzo delle Esposizioni Capodanno 2003,
- Caetano Veloso – Piazza del Popolo – 2003,
- Capodanno Rock con Frankie HI NRG – Stazione Metro A Anagnina – Capodanno 2004,
- “Siamo tutti Brasiliani” con Gal Costa, Gilberto Gil, Toquinho, Fiorella Mannoia  – Piazza di Siena – 2004
- Luma Theatre – spettacolo – Teatro Quirino – Notte Bianca 2005,
- Mass Ensemble – L’arpa più grande del mondo – Arco di Costantino al Colosseo – Notte Bianca 2006,
- Luma Theater – spettacolo – Punti Verdi Torino -in collaborazione con la Fondazione Teatro Stabile ed il Comune 2006
- Phoenix Fire Dancers + “Omaggio in tre tempi a Marc Rothko di Ottavio Celestino” Palazzo della Civiltà del Lavoro – Notte Bianca 2007
- Spettacolo itinerante della compagnia francese Transe Express Piazza Venezia / Fori Imperiali – Notte Bianca 2007
- Settimana dell’Alta Moda a Roma – Grimaldi e Giardina 2008
- Evento ENI con i Luma Theater
- Festival della Fiction – concerto Aram Quartet vincitori della prima edizione di X Factor
- Evento Eni con Jano Yang
- Festival della Fiction – concerto AmbraMarie – X Factor
- Manifestazione Fiom Bologna – concerto Luca Barbarossa, Fiorella Mannoia, Paola Turci 2011
- Manifestazione Flc Cgil – concerto Daniele Silvestri, Frankie Hi Nrg—Piazza del Popolo 2011
- Manifestazione Flc Cgil – concerto Orchestraccia, Noemi, Fiorella Mannoia—San Giovanni 2012

## Discografia

### Album e singoli
- Orchestraccia - album "Sona Orchestraccia Sona" - 2013
- Edoardo Pesce & The S. Peter Stone’s - album “I was Born in TBM” 2015
- Skuba Libre singolo “Ave Maria Piena di Rabbia” 2015
- Skuba Libre singolo “Gloria” 2015
- Astral Week - singolo “Get in my sleigh” compilation Virgin Radio 2015
- Orchestraccia - album "Canzonacce" - 2016
- Skuba Libre singolo “Qualcosa cambierà” 2016
- Astral Week - album “Get Behind” 2016
- Skuba Libre - album produzione artistica Big Fish “L’Ultima Luce” 2017
- Lillo e i Vagabondi - singolo “Logorroic Rap” 2018
- Fabio Senna - singolo “Dimmi perché” 2018
- Chiara Castiglione - singolo “Come Biglie” 2018
- Chiara Castiglione - singolo “Una storia così” 2018
- Chiara Castiglione - singolo "Vieni Qua" 2018
- Colonna sonora del film "Ovunque tu sarai" regia di Roberto Capucci di Marco Conidi, Valerio Calisse, Daniele Bonaviri
- Fabio Senna - album "Al primo posto" 2019
- Chiara Castiglione - album "Baciami, lasciami, stringimi forte" 2020

## Filmografia

### Cinema
- Eroina, regia di Massimo Pirri (1980)
- La disubbidienza, regia di Aldo Lado (1981)
- L'ultimo guerriero, regia di Romolo Guerrieri (1984)
- Pianoforte, regia di Francesca Comencini (1984)
- Demoni, regia di Lamberto Bava (1985)
- Le foto di Gioia, regia di Lamberto Bava (1987)
- Don Bosco, regia di Leandro Castellani (1988)
- Voglia di rock, regia di Massimo Costa (1989)
- Atto di dolore, regia di Pasquale Squitieri (1990)
- Area gialla, regia di Marcello Spoletini (1990)
- Il ventre di Maria, regia di Memè Perlini (1992)
- Dietro la pianura, regia di G. Fontana - P. Girelli (1994)
- Colibri rosso, regia di Zsuzsa Böszörményi (1995)
- La festa, regia di Simone Scafidi (2013)

### Televisione
- Racconti di fantascienza, regia di Alessandro Blasetti – miniserie TV, episodio "L'esame" (1979)
- Le ambizioni sbagliate, regia di Fabio Carpi – film TV (1983)
- Una notte al cimitero, regia Lamberto Bava – film TV (1984)